# La Bande noire (Charleroi)
Pour les articles homonymes, voir Bande noire.
 (avril 2014).
Si vous disposez d'ouvrages ou d'articles de référence ou si vous connaissez des sites web de qualité traitant du thème abordé ici, merci de compléter l'article en donnant les références utiles à sa vérifiabilité et en les liant à la section « Notes et références ».
La Bande noire est une organisation criminelle qui a sévi dans la région de l'Entre-Sambre-et-Meuse en Belgique au XIXe siècle.

## Contexte
La Bande noire était une bande de truands qui semait la terreur dans l'Entre-Sambre-et-Meuse, la région de Charleroi et de Namur, au XIXe siècle, leurs crimes étaient sanglants. Le nom de « Bande noire » venait du fait que les brigands se barbouillaient le visage avec du charbon (ou du cirage),. Ils perpétrèrent une cinquantaine de vols connus dont certains se soldèrent par le décès de leurs victimes. Sans compter les délits individuels perpétrés avant la formation de la bande, trois vols furent commis en 1856, six en 1857, douze en 1858, neuf en 1859, quatorze en 1860 et sept avant avril 1861, mois de leur arrestation. Les vols étaient préparés avec minutie : repérage, langage codé, etc., et les victimes étaient très souvent des personnes âgées. Après chaque opération, les voleurs reprenaient leurs activités normales. Pour brouiller les pistes, les brigands se faisaient régulièrement passer pour des Flamands (ce détail eut son importance dans le procès de Pieter Goethals et Jan Coucke).
Le fait que leurs méfaits couvrent une aussi grande superficie de l'Entre-Sambre-et-Meuse est expliqué par le fait que de nombreuses lignes ferroviaires étaient présentes à proximité, ce qui leur donnait la possibilité de se déplacer aisément et rapidement.
Avant de se constituer en bande, la plupart des membres avaient déjà fait l’objet de condamnations de manière séparée. C’est à la suite de ces précédents méfaits que deux des leaders, Jean-Baptiste Boucher et Auguste Leclercq furent amenés à se rencontrer à la prison de Namur.

## Méfaits

### Liste non exhaustive des méfaits perpétrés par la Bande Noire
- Un vol de victuailles, la nuit du 17 au 18 mars 1855 à Tourinnes-Saint-Lambert.
- Le vol d’une montre en or et de 4 000 florins de Brabant, la nuit du 11 au 12 mai 1856 à Waret-la-Chaussée.
- Un vol de victuailles, la nuit du 14 au 15 mai 1856 à Mellery.
- Le vol de 12 600 francs le 5 octobre 1856 à Montignies-sur-Sambre. Les victimes furent grièvement blessées.
- Un vol de vêtements, le 30 juin 1857 à Orbais.
- Un vol d’argent chez les frères Hannecart, réputés très riches, la nuit du 15 au 16 septembre 1857 à Erpion.
- Des cambriolages, la nuit du 2 au 3 novembre 1857 à Gerpinnes et le 8 novembre 1857 à Wanfercée-Baulet.
- Un vol d’argent et de titres, la nuit du 15 au 16 janvier 1858 à Corroy-le-Château où les brigands manquèrent de se faire prendre.
- Un vol, la nuit du 23 au 24 mai 1858, à Émines.
- Un vol d’argent la nuit du 30 au 31 mai 1858 à Silenrieux.
- Un vol d’argent le 22 août 1858 à Castillon.
- Un vol, le 10 octobre 1858 à Wanfercée-Baulet.
- Un vol d’argent et de vêtements, la nuit du 24 au 25 décembre 1858 à Silenrieux.
- Un vol, la nuit du 27 au 28 décembre 1858, dans une ferme de Gilly.
- Un cambriolage, la nuit du 16 au 17 janvier 1859, à Baisy-Thy.
- Un vol, la nuit du 2 au 3 mars 1859, à Malèves-Sainte-Marie-Wastines.
- Des cambriolages, la nuit du 6 au 7 mars 1859 à Courcelles et à Roux.
- Un petit larcin, la nuit du 24 au 25 avril 1859 à Renlies.
- Le vol de 1 500 francs, le 10 août 1859 à Bilande-sous-Wavre.
- Le vol de 700 francs, la nuit du 30 au 31 octobre 1859 à Obaix.
- Un vol, la nuit du 29 au 30 décembre 1859 à Hanzinelle.
- Un vol de vêtements et de victuailles, le 3 juin 1860 à Vodecée.
- Trois vols, la nuit du 7 au 8 juin 1860 à Walhain-Saint-Paul.
- Le détroussement d’un vieillard, la nuit du 10 au 11 juillet 1860 à Jemelle.
- Le vol de 800 francs, la nuit du 4 au 5 août 1860 à Villers-le-Gambon.
- Un vol, la nuit du 12 au 13 octobre 1860 à Wanfercée-Baulet.
- Un vol de porcs, la nuit du 5 au 6 novembre 1860 à Ligny.
- Un vol de vivres et de vêtements, le 4 décembre 1860 à Cerfontaine.
- Un vol d’argent, le 25 décembre 1860 à Tamines.
- Un vol suivi d’une agression, la nuit du 1 au 2 février 1861 à Aiseau.
- Deux cambriolages, la nuit du 11 au 12 février à Jamagne et à Chaumont.
- Un vol et agression, la nuit du 12 au 13 mars 1861 à Jauche.
- Un vol, la nuit du 25 au 26 mars 1861 à Chastre-Villeroux-Blanmont.
- Un vol, la nuit du 2 au 3 avril 1861 à Hanzinne.

On dénombra aussi des agressions et vols manqués.

### Les méfaits les plus graves

#### L’assassinat de Maximilien Quairiat à Temploux
La nuit du 3 au 4 septembre 1855, vers une heure du matin, deux sexagénaires, les époux Quairiat, furent réveillés par un cambriolage. Maximilien Quairiat (dit le vieux) surprend les voleurs. Lorsqu’il ouvre la porte de sa chambre, un coup de pistolet tiré à trois mètres, le blesse au front. Le médecin arrivé rapidement sur les lieux extrait du crâne de Maximilien, plusieurs chevrotines de plomb. Mais la victime de 63 ans décéda 10 jours plus tard de ses blessures.

#### L'agression du docteur Hannoteau à Gilly
La nuit du 15 au 16 janvier 1861, trois membres de la bande noire tentèrent de cambrioler le docteur Hanoteau (ancien bourgmestre de Gilly), mais celui-ci, robuste, se défendit malgré ses 66 ans. Il est blessé au crâne par un coup de coutre de charrue, il réplique en brisant un vase sur le crâne d'un de ses agresseurs tout en criant, ce qui a pour effet d'alerter ses domestiques, dont l'une, partant chercher du secours, est visée par un coup de feu tiré par un des auteurs. Elle n'est pas touchée. La nommée Hamal, belle-fille de la victime, est également violentée, recevant une brique dans le visage. Les bandits fuient ensuite en emportant un butin dérisoire. Le docteur perdit son œil droit à la suite de cette agression.
Ces faits retentissent dans la localité et provoquent une vive émotion. Au vu de la notoriété de la victime, l'enquête est diligentée par le procureur général Charles-Victor De Bavay.
Léopold Rabet avouera par la suite avoir été présent, ainsi que Jean-Baptiste Boucher, Auguste Leclercq, Joseph Leclercq, Auguste Vandevarero et son père François.

#### Le crime de Gozée
Peu de temps après, à Gozée, des truands agressèrent Marie-Thérèse Ranwet, une veuve de 72 ans, dans le but de lui dérober de l'argent. Les faits se passent au domicile de cette dernière, soit à l'ancienne auberge du « Clicotia », auquel ils accèdent par effraction en brisant une vitre. Les auteurs lui cassèrent volontairement le bras et la brutalisèrent, notamment en lui portant des coups au niveau de la tête. Elle est menacée de mort, dans l'hypothèse où elle crierait. Elle décéda quelques jours plus tard de ses blessures.
Léopold Ravet (aussi Rabet) fut dénoncé par Félicité Hubert, une de ses maîtresses. Il avouera avoir participé à un vol à Villers-le-Gambon, c'est le point de départ d'une vague d'arrestations qui s'étendit jusqu'au Namurois et même en France durant laquelle toute la Bande noire fut appréhendée.

#### Le crime de Couillet
Le fameux crime de Couillet était un cambriolage qui aboutit au décès d'une vieille dame, la veuve Dubois (née Scholastique Dussart). Les voleurs furent particulièrement violents pour faire avouer l’endroit où la veuve cachait son argent. Ils lui assénèrent notamment un violent coup de pioche qui lui détruisit complètement l'omoplate, elle mourut quatre jours plus tard des suites d’une gangrène, le butin s'élevant à 600 francs. Ce fut à la suite de l'envoi d'une lettre anonyme au parquet de Charleroi dénonçant les auteurs du crime qu'après enquête et interrogatoires l'on inculpa Coucke et Goethals, ainsi que deux autres complices de la bande. Goethals et Coucke étaient flamands, ils furent néanmoins jugés en français, une langue qu'ils ne maîtrisaient pas bien. Ils furent exécutés le 17 novembre 1860 sur la place de la Ville-Haute de Charleroi.

## Poursuites judiciaires

### L'arrestation
Le 9 avril 1861, Léopold Rabet (dit le Petpet) est arrêté. La veuve Poncelet de Philippeville, courtisée par Léopold Rabet, découvre un pistolet à deux coups dans sa maison. Elle interroge Rabet à ce sujet. Celui-ci se justifie prétextant sa protection et celle de sa famille mais la veuve ne le croit pas ; d’autant plus qu’elle aperçoit souvent Rabet avec des pièces d’or. Rabet finit par lui avouer ses méfaits. La veuve rompt les fiançailles avec Rabet et se confie à une amie propageant ainsi la rumeur qui finit par arriver aux oreilles du lieutenant de la gendarmerie de Philippeville. Celui-ci interroge la veuve Poncelet et son amie qui avouent tout. Et Léopold Rabet est arrêté, alors qu’il tente de passer la frontière vers la France. Rabet finira par donner le nom de ses complices.

### Procès
Les deux principaux protagonistes étaient Jean-Baptiste Boucher, 44 ans, colporteur de Sombreffe et Auguste Leclercq, 33 ans, marchand de volaille de Wanfercée-Baulet. Les autres membres principaux de la bande étaient Philippe Boucher (frère de Jean-Baptiste), Joseph et Alexandre Leclercq (frères d'Auguste), Marie-Joseph Leclercq (sœur d'Auguste), Xavier et Francois Hubinon, Pierre Vanderavo et François Arvisius. Les autres inculpés étaient des complices utilisés ponctuellement en fonction des délits. En dehors de leurs cambriolages, tous gagnaient leur vie honnêtement. Ce furent finalement douze personnes qui furent jugées, devant la cour d'assises du Hainaut à Mons, pour plus de cinquante méfaits et trois meurtres, 139 personnes vinrent témoigner. Le procès se déroula du 23 décembre 1861 au 8 ou 10 janvier 1862, dans une atmosphère très tendue. Pendant toute sa durée, de nombreuses bousculades tournèrent presque à l'émeute. Le dernier jour du procès, 80 membres de l'infanterie sont mobilisés pour canaliser la foule, laquelle se compte par centaines, qui subira notamment une charge de la gendarmerie pour l'éloigner. 

### Condamnations
Finalement, trois membres de la bande furent acquittés et neuf autres reconnus coupables et condamnés à mort. Il a été ordonné par la cour que le jugement soit placardé dans les communes où des faits commis par la bande sont survenus.

### Exécutions
Le 29 mars 1862, c’est par la rue de la Montagne qu’on amène les condamnés devant le palais de justice, sur la place de la Ville Haute de Charleroi (actuelle place Charles II). À 9 heures du matin, plus de 20 000 personnes assistèrent à l'exécution par la guillotine d'Auguste Leclercq et de Jean-Baptiste Boucher. Comme toujours l’événement (gratuit) était couru, les cafés n’ont d'ailleurs pas fermé de la nuit.
Escortée par des gendarmes depuis la cour de la prison, la charrette met un quart d’heure à rejoindre le lieu de l’exécution. 
Quand Boucher et Leclercq descendent pour monter sur l’échafaud, ils s’étreignent et embrassent un crucifix tenu par leur confesseur. Bouchez fut le premier exécuté. Les assistants du bourreau le couchent sur la planche, le couperet tombe immédiatement. Leclercq suivit quelques minutes après. La tête dans la lunette, il cria « Au revoir mes amis ! ».
Il s’agit de la dernière décapitation qui eut lieu sur le territoire wallon.
Les sept autres condamnés furent graciés par le roi Léopold Ier, leurs peines de mort furent commuées en travaux forcés à perpétuité.

## Polémique
Durant le procès de la Bande noire, Léopold Ravet affirma avoir participé au crime de Couillet, minimisant sa participation et accusant François Hubinon, Auguste et Joseph Leclercq d'avoir perpétré le cambriolage et par là même le meurtre de la veuve Dubois. Ravet se contredit à plusieurs reprises, ce qui fit dire au procureur général, Charles-Victor De Bavay, que ce n'était qu'une tactique pour s'attirer les bonnes grâces de la justice. Bien que fort peu probables, vu le nombre de preuves les accablant, ces déclarations remirent le procès des deux Flamands au-devant de l'actualité et laissèrent planer le doute d'une possible erreur judiciaire, un an plus tôt.